# Hypalastoroides pulchricolor
Hypalastoroides pulchricolor är en stekelart som beskrevs av Giordani Soika 1982. Hypalastoroides pulchricolor ingår i släktet Hypalastoroides och familjen Eumenidae. Inga underarter finns listade i Catalogue of Life.